# Тенчо Тенчев
Тенчо Тенчев или Тенчов е български революционер, деец на Вътрешната македоно-одринска революционна организация.

## Биография
Тенчев е роден в град Дойран, тогава в Османската империя, днес в Северна Македония. По професия е учител. Влиза във ВМОРО и става член на Дойранския околийски революционен комитет в 1904 – 1905 година. Емигрира в САЩ.
Умира след 1918 г.